# Списак ОШ у Републици Српској
Основне школе у Републици Српској дио су мреже васпитно-образовних установа у Републици Српској.
| #   | НАЗИВ ШКОЛЕ                                                        | МЈЕСТО                   | АДРЕСА                                |
| --- | ------------------------------------------------------------------ | ------------------------ | ------------------------------------- |
| 1   | ОШ „Бранко Ћопић” Бања Лука                                        | Бања Лука                | Мише Ступара 24                       |
| 2   | ОШ „Доситеј Обрадовић” Бања Лука                                   | Бања Лука                | Мирка Ковачевића 27                   |
| 3   | ОШ „Змај Јова Јовановић” Бања Лука                                 | Бања Лука                | Бранка Загорца 1                      |
| 4   | ОШ „Петар Петровић Његош” Бања Лука                                | Бања Лука                | Булевар Војводе Степе Степановића 2   |
| 5   | ОШ „Бранислав Нушић” Бања Лука                                     | Српске Топлице Бања Лука | Мањачких устаника 32                  |
| 6   | ОШ „Иван Горан Ковачић” Бања Лука                                  | Бања Лука                | Марка Липовца 1                       |
| 7   | ОШ „Свети Сава” Бања Лука                                          | Бања Лука                | Ужичка бб                             |
| 8   | ОШ „Јован Цвијић” Бања Лука                                        | Бања Лука                | Ђуре Јакшића 14                       |
| 9   | ОШ „Бранко Радичевић” Бања Лука                                    | Бања Лука                | Булевар војводе Степе Степановића 116 |
| 10  | ОШ „Иво Андрић” Бања Лука                                          | Бања Лука                | Бранка Радичевића 16                  |
| 11  | ОШ „Алекса Шантић” Бања Лука                                       | Бања Лука                | Триве Амелице 24                      |
| 12  | ОШ „Вук Стефановић Караџић” Бања Лука                              | Бања Лука                | Саве Ковачевића бб                    |
| 13  | ОШ „Борисав Станковић” Бања Лука                                   | Бања Лука                | Ивана Косанчића 2                     |
| 14  | ОШ „Георги С. Раковски” Бања Лука                                  | Бања Лука                | Драгише Васића 29                     |
| 15  | ОШ „Младен Стојановић” Бронзани Мајдан                             | Бронзани Мајдан          | Бронзани Мајдан бб                    |
| 16  | ОШ „Мирослав Антић” Бистрица                                       | Бистрица                 | Бистрица бб                           |
| 17  | ОШ „Јанко Веселиновић” Мишин Хан                                   | Поткозарје               | Мишин Хан бб                          |
| 18  | ОШ „Десанка Максимовић” Драгочај                                   | Драгочај                 | Драгочај бб                           |
| 19  | ОШ „Милутин Бојић” Поткозарје                                      | Поткозарје               | Поткозарје бб                         |
| 20  | ОШ „Петар Кочић” Кола                                              | Кола                     | Кола бб                               |
| 21  | ОШ „Милан Ракић” Карановац                                         | Карановац                | Карановац бб                          |
| 22  | ОШ „Војислав Илић” Крупа на Врбасу                                 | Крупа на Врбасу          | Крупа на Врбасу бб                    |
| 23  | ОШ „Ћирило и Методије” Пискавица                                   | Пискавица                | Пискавица бб                          |
| 24  | ОШ „Ђура Јакшић” Шарговац                                          | Шарговац                 | Суботичка 28                          |
| 25  | ОШ „Станко Ракита” Врбања                                          | Врбања                   | Јове Г. Поповића 9                    |
| 26  | ОШ „Јован Дучић” Залужани                                          | Залужани                 | Ненада Костића 7                      |
| 27  | ОШ „Милош Црњански” Бања Лука                                      | Бања Лука                | Зоре Ковачевић бб                     |
| 28  | ОМШ „Владо Милошевић” Бања Лука                                    | Бања Лука                | Јована Дучића 23                      |
| 29  | Центар за образовање и васпитање и рехабилитацију слушања и говора | Бања Лука                | Јована Рашковића 28а                  |
| 30  | ЈУ Дом „Рада Врањешевић” Бања Лука                                 | Бања Лука                | Филипа Мацуре 25                      |
| 31  | Центар „Заштити ме“ Бања Лука                                      | Бања Лука                | Пољоканов парк бб                     |
| 32  | ОШ „Данило Борковић” Градишка                                      | Градишка                 | Милана Тепића 19                      |
| 33  | ОШ „Васа Чубриловић” Градишка                                      | Градишка                 | Михајла Пупина 10                     |
| 34  | ОШ „Козарска дјеца” Градишка                                       | Градишка                 | Краља Драгутина 17                    |
| 35  | ОШ „Младен Стојановић” Горњи Подградци                             | Горњи Подградци          | Горњи Подградци бб                    |
| 36  | ОШ „Петар Кочић” Нова Топола                                       | Нова Топола              | Нова Топола бб                        |
| 37  | ОШ „Вук С. Караџић” Турјак                                         | Турјак                   | Турјак бб                             |
| 38  | ОШ „Свети Сава” Дубраве                                            | Дубраве                  | Дубраве бб                            |
| 39  | ОМШ „Бранко Смиљанић” Градишка                                     | Градишка                 | Младена Стојановића бб                |
| 40  | ОШ „Милош Дујић” Челинац                                           | Челинац                  | Краља Петра I Карађорђевића           |
| 41  | ОШ „Новак Пивашевић” Дубрава Стара                                 | Дубрава Стара            | Дубрава Стара бб                      |
| 42  | ОШ „Младен Стојановић” Јошавка                                     | Јошавка                  | Јошавка бб                            |
| 43  | ОШ „Свети Сава” Котор Варош                                        | Котор Варош              | Светосавска 2                         |
| 44  | ОШ „Петар Петровић Његош” Масловаре                                | Масловаре                | Масловаре бб                          |
| 45  | ОШ „Петар Кочић” Шипраге                                           | Шипраге                  | Шипраге бб                            |
| 46  | ОШ „Младен Стојановић” Лакташи                                     | Лакташи                  | Карађорђева бб                        |
| 47  | ОШ „Георгиос А. Папандреу” Александровац                           | Александровац            | Александровац бб                      |
| 48  | ОШ „Холандија” Слатина                                             | Слатина                  | Николаја Велимировића 9               |
| 49  | ОШ „Десанка Максимовић” Трн                                        | Трн                      | Доситејева 34                         |
| 50  | ОШ „Бранко Ћопић” Прњавор                                          | Прњавор                  | Раде Врањешевић 1                     |
| 51  | ОШ „Никола Тесла” Прњавор                                          | Прњавор                  | Цара Лазара 26                        |
| 52  | ОШ „Вук Караџић” Доњи Вијачани                                     | Доњи Вијачани            | Доњи Вијачани бб                      |
| 53  | ОШ „Свети Сава” Горњи Смртићи                                      | Горњи Смртићи            | Горњи Смртићи бб                      |
| 54  | ОШ „Иво Андрић” Кулаши                                             | Кулаши                   | Кулаши 119                            |
| 55  | ОШ „Меша Селимовић” Насеобина Лишња                                | Насеобина Лишња          | Насеобина Лишња                       |
| 56  | ОШ „Милош Црњански” Поточани                                       | Поточани                 | Поточани бб                           |
| 57  | ОШ „Петар Кочић” Шибовска                                          | Шибовска                 | Шибовска 1                            |
| 58  | Музичка школа „Константин Бабић” Прњавор                           | Прњавор                  | Лазе Лазаревића 4                     |
| 59  | ОШ „Доситеј Обрадовић” Кнежево                                     | Кнежево                  | Дујка Комјеновић бб                   |
| 60  | ОШ „Петар Кочић” Имљани                                            | Имљани                   | Имљани бб                             |
| 61  | ОШ „Вук Караџић” Живинице Кнежево                                  | Живинице                 | Живинице бб                           |
| 62  | ОШ „Јован Јовановић Змај” Србац                                    | Србац                    | Моме Видовића 14                      |
| 63  | ОШ „Вук Караџић” Ситнеши                                           | Ситнеши                  | Ситнеши бб                            |
| 64  | ОШ „Доситеј Обрадовић” Разбој Лијевче                              | Разбој Љевчански         | Разбој Лијевче бб                     |
| 65  | ОШ „Петар Кочић” Мркоњић Град                                      | Мркоњић Град             | Симе Шолаје 89                        |
| 66  | ОШ „Иван Горан Ковачић” Мркоњић Град                               | Мркоњић Град             | Његошева 15                           |
| 67  | ОШ „Вук Караџић” Бараћи                                            | Бараћи                   | Бараћи бб                             |
| 68  | ОШ „Бранко Ћопић” Бјелајце                                         | Бјелајце                 | Бјелајце бб                           |
| 69  | ОШ „Немања Влатковић” Шипово                                       | Шипово                   | Омладинска 1                          |
| 70  | ОШ „Раде Маријанац” Стројице                                       | Стројице                 | Стројице бб                           |
| 71  | ОШ „Дринић” Дринић                                                 | Дринић                   | Центар бб                             |
| 72  | ОШ „Вук Караџић” Језеро                                            | Језеро                   | Вука Караџића бб                      |
| 73  | ОШ „Никола Мачкић” Доња Превија                                    | Доња Превија             | Доња Превија бб                       |
| 74  | ОШ „Десанка Максимовић” Рибник                                     | Рибник                   | Рибник бб                             |
| 75  | ОШ „Петар Кочић” Ситница                                           | Ситница                  | Ситница бб                            |
| 76  | ОШ „Бранко Ћопић” Приједор                                         | Приједор                 | Рудничка 13                           |
| 77  | ОШ „Петар Кочић” Приједор                                          | Приједор                 | Петог корпуса бб                      |
| 78  | Центар „Сунце“ Приједор                                            | Приједор                 | Краља Александра 6                    |
| 79  | ОШ „Доситеј Обрадовић” Приједор                                    | Приједор                 | Пећани бб                             |
| 80  | ОШ „Десанка Максимовић” Приједор                                   | Приједор                 | Бранислава Нушића 7                   |
| 81  | Музичка школа „Саво Балабан” Приједор                              | Приједор                 | Бранислава Нушића 9                   |
| 82  | ОШ „Јован Цвијић” Брезичани                                        | Брезичани                | Брезичани бб                          |
| 83  | ОШ „Петар Петровић Његош” Буснови                                  | Буснови                  | Буснови бб                            |
| 84  | ОШ „Бранко Радичевић” Петрово                                      | Петрово                  | Петрово бб                            |
| 85  | ОШ „Јован Дучић” Ламовита                                          | Ламовита                 | Ламовита 28                           |
| 86  | ОШ „Младен Стојановић” Љубија                                      | Љубија                   | Драге Лукића бб                       |
| 87  | ОШ „Вук Караџић” Омарска                                           | Омарска                  | Вука Караџића бб                      |
| 88  | ОШ „Ћирило и Методије” Трнопоље                                    | Трнопоље                 | Трнопоље бб                           |
| 89  | Дом за дјецу и омл. ометену у развоју                              | Чиркин Поље              | Милана Врховца 117                    |
| 90  | ОШ „Козарац” Козарац                                               | Козарац                  | Маршала Тита бб                       |
| 91  | ОШ „Вук Караџић” Нови Град                                         | Нови Град                | Иве Андрића бб                        |
| 92  | ОШ „Свети Сава” Нови Град                                          | Нови Град                | Николе Пашића 13                      |
| 93  | ОШ „Бранко Ћопић” Доњи Агићи                                       | Доњи Агићи               | Доњи Агићи бб                         |
| 94  | ОШ „Драган Вујановић” Сводна                                       | Сводна                   | Сводна бб                             |
| 95  | ОШ „Петар Мећава” Костајница                                       | Костајница               | Васе Пелагића бб                      |
| 96  | ОШ „Свети Сава” Козарска Дубица                                    | Козарска Дубица          | Доситејева бб                         |
| 97  | ОШ „Вук Стефановић Караџић” Козарска Дубица                        | Козарска Дубица          | Ђакона Авакума 15                     |
| 98  | ОШ „Мајка Кнежопољка” Кнежица                                      | Кнежица                  | Видовданска бб                        |
| 99  | ОШ „Петар Шкундрић” Будимлић Јапра                                 | Будимлић Јапра           | Будимлић Јапра бб                     |
| 100 | ОШ „Јосиф Панчић” Козица                                           | Доња Козица              | Козица бб                             |
| 101 | ОШ „Десанка Максимовић” Оштра Лука                                 | Оштра Лука               | Оштра Лука бб                         |
| 102 | ОШ „Бранко Ћопић” Доњи Дубовик                                     | Доњи Дубовик             | Доњи Дубовик бб                       |
| 103 | ОШ „Вук Стефановић Караџић” Добој                                  | Добој                    | Српских соколова 2                    |
| 104 | ОШ „Доситеј Обрадовић” Добој                                       | Добој                    | Хиландарска 2                         |
| 105 | ОШ „Свети Сава” Добој                                              | Добој                    | Стевана Синђелића 10                  |
| 106 | ОШ „Петар Петровић Његош” Бољанић                                  | Бољанић                  | Брђани бб                             |
| 107 | ОШ „Радоје Домановић” Осјечани Горњи                               | Осјечани Горњи           | Осјечани Горњи бб                     |
| 108 | ОШ „Ђура Јакшић” Подновље                                          | Подновље                 | Подновље бб                           |
| 109 | ОШ „Милан Ракић” Руданка                                           | Велика Буковица          | Руданка бб                            |
| 110 | ОШ „Петар Кочић” Сјенина Ријека                                    | Сјенина Ријека           | Сјенина Ријека бб                     |
| 111 | ОШ „Десанка Максимовић” Станари                                    | Станари                  | Рударско насеље                       |
| 112 | ОШ „Озрен” Доња Пакленица                                          | Доња Пакленица           | Доња Пакленица бб                     |
| 113 | ОМШ „Маркос Португал” Добој                                        | Добој                    | Видовданска бб                        |
| 114 | ОШ „Вук Караџић” Теслић                                            | Теслић                   | Светог Саве 78                        |
| 115 | ОШ „Петар Петровић Његош” Теслић                                   | Теслић                   | Карађорђева 19                        |
| 116 | ОШ „Доситеј Обрадовић” Блатница                                    | Блатница                 | Блатница бб                           |
| 117 | ОШ „Петар Кочић” Угодновић                                         | Угодновићи               | Угодновић бб                          |
| 118 | ОШ „Стеван Душанић” Прибинић                                       | Прибинић                 | Прибинић бб                           |
| 119 | ОШ „Иво Андрић” Ђулићи                                             | Ђулићи                   | Ђулићи 515                            |
| 120 | ОШ „Јеврем Станковић” Чечава                                       | Чечава                   | Чечава бб                             |
| 121 | ОШ „Вук Караџић” Витковци                                          | Витковци                 | Витковци бб                           |
| 122 | ОШ „Свети Сава” Брод                                               | Брод                     | Вука Караџића бб                      |
| 123 | ОШ „Лијешће” Лијешће                                               | Лијешће                  | Лијешће бб                            |
| 124 | ОШ „19. април” Дервента                                            | Дервента                 | Светог Саве 4                         |
| 125 | ОШ „Никола Тесла” Дервента                                         | Дервента                 | Трг ослобођења 10                     |
| 126 | ОШ „Тодор Докић” Календеровци                                      | Календеровци             | Календеровци бб                       |
| 127 | ОШ „Ђорђо Панзаловић” Осиња                                        | Осиња                    | Осиња 55                              |
| 128 | Завод за слијепе и слабов. “Будућност“                             | Дервента                 | Стефана Немање 12                     |
| 129 | ОШ „Свети Сава” Модрича                                            | Модрича                  | Цара Лазара 7                         |
| 130 | ОШ „Сутјеска” Модрича                                              | Модрича                  | Максима Горког 2                      |
| 131 | ОШ „Вук Караџић” Петрово                                           | Петрово                  | Петрово бб                            |
| 132 | ОШ „Свети Сава” Какмуж                                             | Какмуж                   | Баре бб                               |
| 133 | ОШ „Алекса Шантић” Вукосавље                                       | Вукосавље                | Омладинска 3                          |
| 134 | ОШ „Шамац” Шамац                                                   | Шамац                    | Доситеја Обрадовића 4                 |
| 135 | ОШ „Србија” Горња Црквина                                          | Горња Црквина            | Горња Црквина 1                       |
| 136 | ОШ „Горња Слатина” Горња Слатина                                   | Горња Слатина            | Горња Слатина                         |
| 137 | ОШ „Обудовац” Обудовац                                             | Обудовац                 | Обудовац бб                           |
| 138 | ОШ „Доњи Жабар” Доњи Жабар                                         | Доњи Жабар               | Доњи Жабар бб                         |
| 139 | ОШ „Васа Пелагић” Пелагићево                                       | Пелагићево               | Пелагићево бб                         |
| 140 | ОШ „Јован Дучић” Бијељина                                          | Бијељина                 | Српске војске 104                     |
| 141 | ОШ „Вук Караџић” Бијељина                                          | Бијељина                 | Војводе Степе 4                       |
| 142 | ОШ „Кнез Иво од Семберије” Бијељина                                | Бијељина                 | Незнаних јунака 46                    |
| 143 | ОШ „Свети Сава” Бијељина                                           | Бијељина                 | Светог Саве 26                        |
| 144 | ОШ „Петар Кочић” Бродац                                            | Бродац                   | Бродац бб                             |
| 145 | ОШ „Ћирило и Методије” Главичице                                   | Главичице                | Главичице бб                          |
| 146 | ОШ „Стеван Немања” Драгаљевац Горњи                                | Драгаљевац Горњи         | Драгаљевац Горњи бб                   |
| 147 | ОШ „Меша Селимовић” Јања                                           | Јања                     | Карађорђева бб                        |
| 148 | ОШ „Свети Сава” Црњелево                                           | Црњелево                 | Главна улица 15                       |
| 149 | ОШ „Доситеј Обрадовић” Суво Поље                                   | Суво Поље                | Суво Поље бб                          |
| 150 | ОШ „Петар Петровић Његош” Велика Обарска                           | Велика Обарска           | Велика Обарска бб                     |
| 151 | ОМШ „Стеван Стојановић Мокрањац” Бијељина                          | Бијељина                 | Карађорђева 5                         |
| 152 | ОШ „Дворови” Дворови                                               | Дворови                  | Карађорђева бб                        |
| 153 | ОШ „Свети Сава” Лопаре                                             | Лопаре                   | Вука Стефановића Караџића 9           |
| 154 | ОШ „Вељко Чубриловић” Лопаре                                       | Прибој                   | Прибој бб                             |
| 155 | ОШ „Доситеј Обрадовић” Корај                                       | Корај                    | Корај бб                              |
| 156 | ОШ „Алекса Шантић” Угљевик                                         | Угљевик                  | Ћирила и Методија 44                  |
| 157 | ОШ „Филип Вишњић” Доња Трнова                                      | Доња Трнова              | Доња Трнова бб                        |
| 158 | ОШ „Вук Караџић” Забрђе                                            | Забрђе                   | Забрђе Доње 57                        |
| 159 | ОШ „Свети Сава” Зворник                                            | Зворник                  | Светог Саве 71а                       |
| 160 | ОШ „Петар Кочић” Козлук                                            | Козлук                   | Дринска 70                            |
| 161 | ОШ „Никола Тесла” Доња Пилица                                      | Доња Пилица              | Доња Пилица бб                        |
| 162 | ОШ „Вук Караџић” Роћевић                                           | Роћевић                  | Роћевић бб                            |
| 163 | ОМШ „Војин Комадина” Зворник                                       | Зворник                  | Светог Саве 71а                       |
| 164 | ОШ „Десанка Максимовић” Челопек                                    | Челопек                  | Челопек бб                            |
| 165 | Дом за дјецу и омладину „Кисељак” Зворник                          | Зворник                  | Зворник бб                            |
| 166 | ОШ „Алекса Шантић” Осмаци                                          | Осмаци                   | Центар бб                             |
| 167 | ОШ „Јован Цвијић” Дрињача                                          | Дрињача                  |                                       |
| 168 | ОШ „Вук Караџић” Братунац                                          | Братунац                 | Петра Кочића бб                       |
| 169 | ОШ „Бранко Радичевић” Братунац                                     | Братунац                 | Доситеја Обрадовића бб                |
| 170 | ОШ „Петар Кочић” Кравица                                           | Кравица                  | Кравица бб                            |
| 171 | ОШ „Вук Караџић” Власеница                                         | Власеница                | Светосавска 30                        |
| 172 | ОШ „Алекса Јакшић” Милићи                                          | Милићи                   | Ј.Ј.Змаја бр. 4                       |
| 173 | ОШ „Јован Дучић” Шековићи                                          | Шековићи                 | Матије Ненадовића 5                   |
| 174 | ОШ „Прва основна школа” Сребреница                                 | Сребреница               | Миливоја Мићића бб                    |
| 175 | ОШ „Коста Тодоровић” Скелани                                       | Скелани                  | Скелани бб                            |
| 176 | ОШ „Алекса Шантић” Војковићи                                       | Војковићи                | Друге сарајевске бригаде 108          |
| 177 | ОШ „Јован Дучић” Касиндо                                           | Касиндо                  | Младичка 3                            |
| 178 | ОШ „Петар Петровић Његош” Источно Сарајево                         | Источно Сарајево         | Драже Михајловића 38                  |
| 179 | ОШ „Свети Сава” Лукавица                                           | Лукавица                 | Карађорђева 1                         |
| 180 | Школа за основно музичко образовање Источно Ново Сарајево          | Лукавица                 | Драже Михајловића 40                  |
| 181 | ОШ „Соколац” Соколац                                               | Соколац                  | Омладинска 2                          |
| 182 | ОШ „Милан Илић Чича Шумадијски” Хан Пијесак                        | Хан Пијесак              | Александра Карађорђевића 10           |
| 183 | ОШ „Мокро” Мокро                                                   | Мокро                    | Мокро бб                              |
| 184 | ОШ „Пале” Пале                                                     | Пале                     | Милана Симовића 26                    |
| 185 | ОШ „Србија” Пале                                                   | Пале                     | Добровољних давалаца крви 22          |
| 186 | ОШ „Трново” Трново                                                 | Трново                   | Трновског батаљона 33                 |
| 187 | ОШ „Свети Сава” Фоча                                               | Фоча                     | Немањина бб                           |
| 188 | ОШ „Веселин Маслеша” Фоча                                          | Фоча                     | Карађорђева 68А                       |
| 189 | ОМШ „Фоча” Фоча                                                    | Фоча                     | Немањина бб                           |
| 190 | ОШ „Рудо” Рудо                                                     | Рудо                     | Цара Душана 36                        |
| 191 | ОШ „Бошко Буха” Штрпци                                             | Штрпци                   | Штрпци 60                             |
| 192 | ОШ „Вук Караџић” Вишеград                                          | Вишеград                 | Војводе Путника 16                    |
| 193 | ОШ „Свети Сава” Рогатица                                           | Рогатица                 | Преображењска бб                      |
| 194 | ОШ „Јован Дучић” Чајниче                                           | Чајниче                  | Игумана Василија бб                   |
| 195 | ОШ „Љутица Богдан” Калиновик                                       | Калиновик                | Српских добровољаца бб                |
| 196 | ОШ „Јован Јовановић Змај” Требиње                                  | Требиње                  | Октобарска 1                          |
| 197 | ОШ „Свети Василије Острошки и Тврдошки” Требиње                    | Требиње                  | Горичка 19                            |
| 198 | ОШ „Вук Караџић” Требиње                                           | Требиње                  | Милоша Црњанског 4                    |
| 199 | ОМШ „Требиње” Требиње                                              | Требиње                  | Милоша Обилића 21                     |
| 200 | ОШ „Свети Сава” Љубиње                                             | Љубиње                   | Светосавска 23                        |
| 201 | ОШ „Свети Сава” Билећа                                             | Билећа                   | Херцеговачких устанака бб             |
| 202 | ОШ „Његош” Берковићи                                               | Берковићи                | Берковићи бб                          |
| 203 | ОШ „Петар II Петровић Његош"” Билећа                               | Билећа                   | Краља Александра 32                   |
| 204 | Основна музичка школа “Св. Роман Мелод” Невесиње                   | Невесиње                 | Благоја Паровића бб                   |